# Bundesinventar der Amphibienlaichgebiete von nationaler Bedeutung

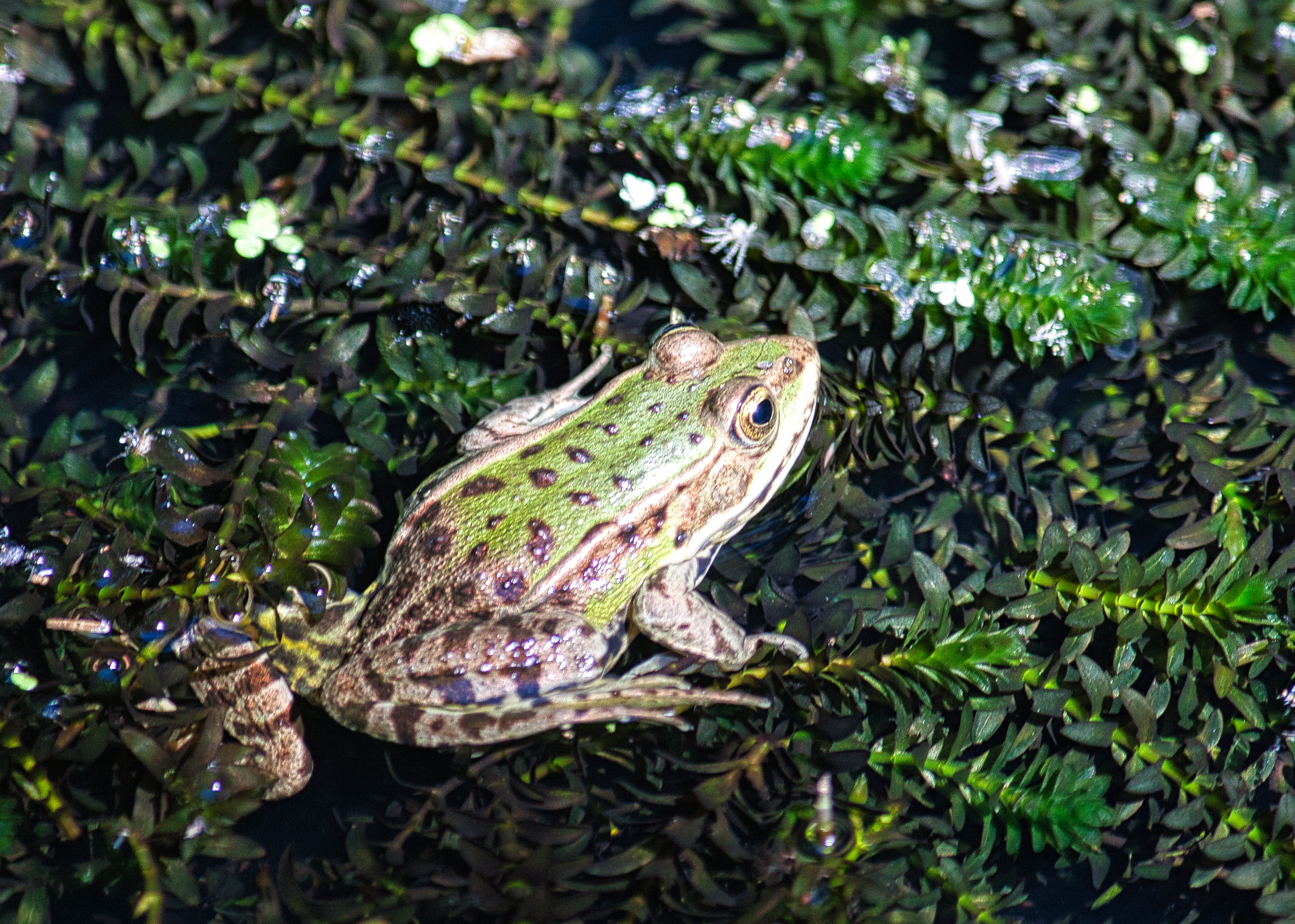
Wasserfroch (auch Grünfrosch genannt) Pelophylax aggr.

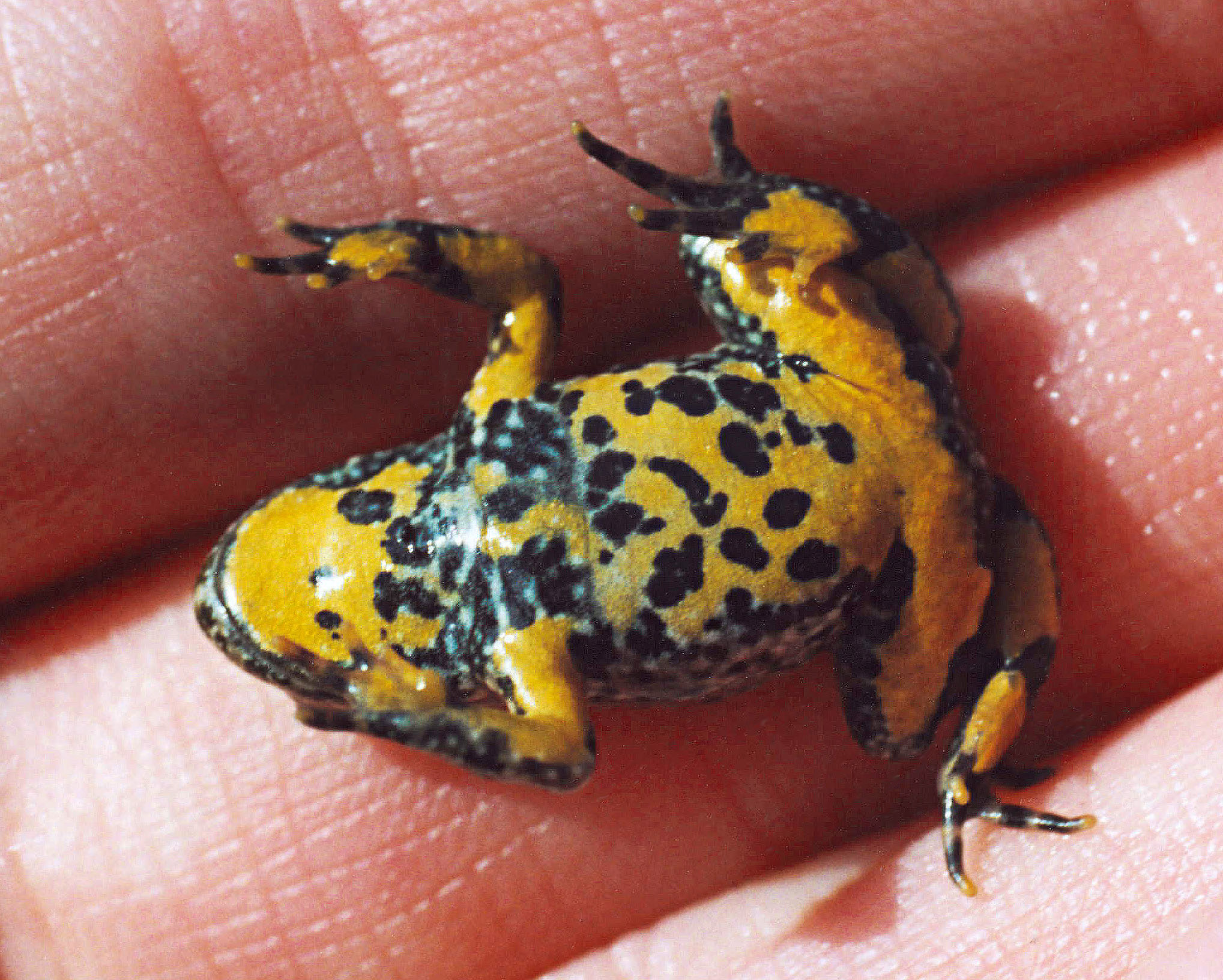
Junge Gelbbauchunke (Bombina variegata): Das individuelle Bauchmuster macht das Tier identifizierbar

Im Bundesinventar der Amphibienlaichgebiete von nationaler Bedeutung sind Amphibienlaichgebiete aufgelistet, die in der Schweiz durch Bundesverordnung geschützt sind.
- französisch Inventaire fédéral des sites de reproduction de batraciens d’importance nationale
- italienisch Inventario federale dei siti di riproduzione di anfibi di importanza nazionale
- romanisch Inventari federal dals territoris da frega d’amfibis d’impurtanza naziunala.

Die Europäische Umweltagentur (European Environment Agency) koordiniert die Daten der europäischen Mitglieder. Die inventarisierten Amphibienlaichgebiete der Schweiz führen in der internationalen Datenbank den Code «CH05».

## Schutzziele
Ziel der Amphibienlaichgebiete-Verordnung (AlgV) ist der Artenschutz von Amphibien. Diese sind seit 1967 bundesrechtlich geschützt und gehören zu den am stärksten gefährdeten Artengruppen des Landes. Die Gebiete sind zudem offiziell ausgewiesene Schutzgebiete in Natur- und Landschaftsschutz. Die Aufstellung entspricht der Common Database on Designated Areas der Europäischen Umweltagentur (EEA). Die letzte Aufnahme eines Gebiets erfolgte 2017.

## IUCN-Kategorie
Die Amphibienlaichgebiete von nationaler Bedeutung in der Schweiz sind in der IUCN-Kategorie IV registriert. Diese umfasst Biotop- und Artenschutzgebiete mit einem Management, das ein gezieltes Monitoring und regelmässige Eingriffe zur Erhaltung des Schutzgebietes vorsieht, wie beispielsweise zur Verhinderung der Verbuschung und Verwaldung.

## Bedeutung
Das Inventar der Amphibienlaichgebiete von nationaler Bedeutung ist das einzige der fünf Bundesinventare, welches den Schutz der Habitate einer Tiergruppe bezweckt. Von den in der Schweiz lebenden 19 einheimischen Amphibienarten stehen 15 (79 Prozent) auf der Roten Liste der gefährdeten Arten. Mit dem Schutz der Amphibienlaichgebiete von nationaler Bedeutung sollen die nachgewiesenen Amphibienbestände langfristig erhalten und wiederhergestellt werden. Mit den einzelnen Laichgebieten von nationaler Bedeutung soll ein Grundgerüst der wertvollsten Standorte als Populationsstützpunkte und Ausbreitungszentren gesichert werden. Zum landesweiten Überleben der Amphibien ist dieses Netz mit zahlreichen weiteren grösseren und kleineren Laichgebieten zu ergänzen.
Mit 929 Laichgebieten im Jahr 2017 im Bundesinventar sind von den rund 14'000 bekannten Laichgebieten in der Schweiz unter 10 Prozent durch die Amphibienlaichgebiete-Verordnung (AlgV) geschützt.
Hatte man früher auf das Konzept von geschützten Inseln gesetzt, wo die Natur unberührt bleiben sollten, und man die Natur möglichst ohne Einflüsse der Zivilisation erforschen und beobachten konnte, änderte sich seit den 1970er Jahren dieses Konzept. Nicht isolierte Inseln der Natur, sondern Biodiversität und vielfältige Lebensräume, die miteinander möglichst vernetzt sind, traten in den Fokus der Schutzbemühungen. In der Folge entstanden verschiedene Bundesinventare zum Schutz und zur Erhaltung der Biodiversität, darunter auch das Bundesinventar der Amphibienlaichgebiete von nationaler Bedeutung.
Bei den Amphibienlaichgebieten von nationaler Bedeutung werden zwei Kategorien unterschieden: ortsfeste und Wanderobjekte. Während die ortsfesten Objekte klassische Schutzgebiete mit definierten Grenzen sind, werden als Wanderobjekte Teile von Abbaugebieten geschützt, die Lebensraum für mobile Pionierarten wie die Kreuzkröte sind. Der konkrete Lebensraum im Abbaugebiet verschiebt sich dabei je nach Abbaufortschritt. Etwa 10 Prozent der Schutzgebiete sind Wanderobjekte. Zusammen werden 929 Objekte mit einer Gesamtfläche von 21'671 Hektaren geschützt. Das sind rund 0,52 % der Landesfläche.

## Wirkungskontrolle

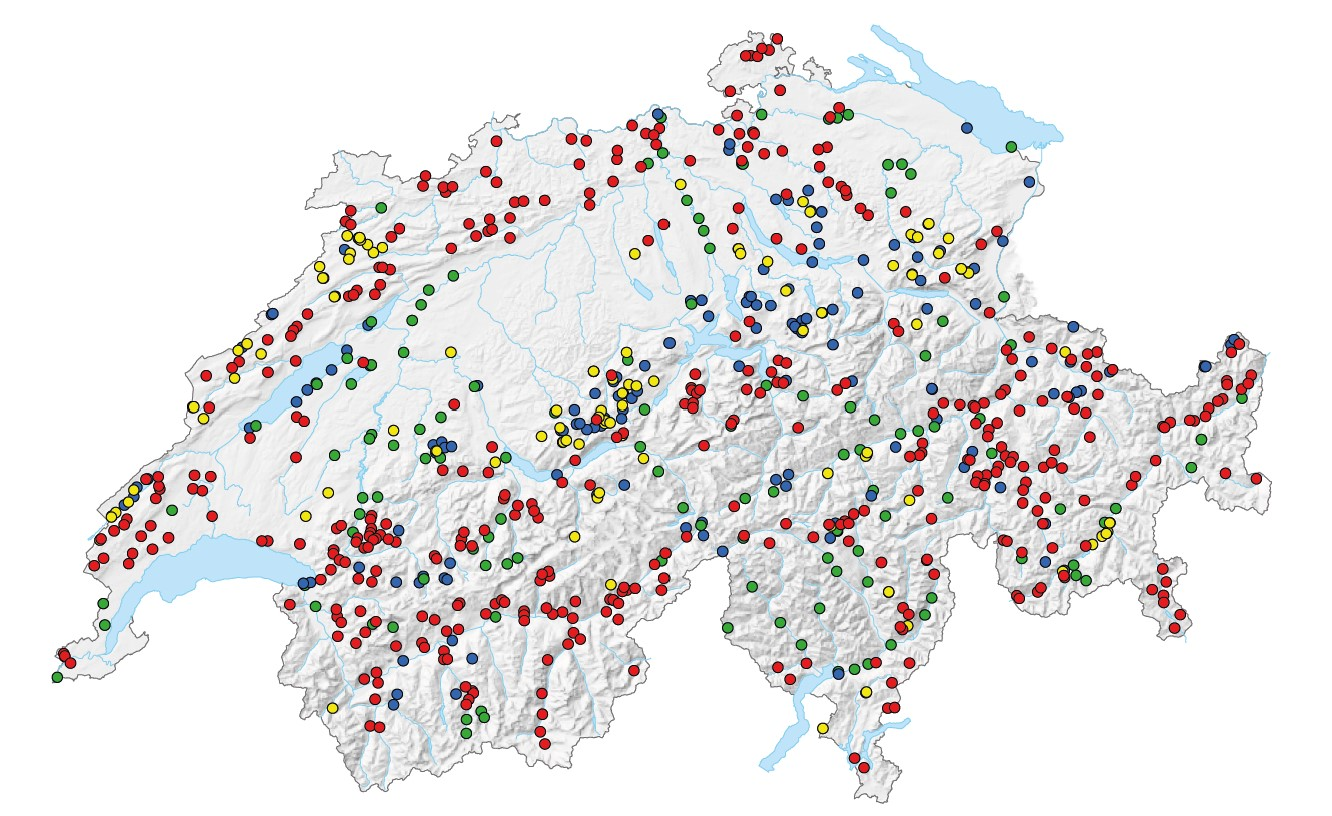
Verteilung der Stichprobenobjekte des Moduls Vegetation in den verschiedenen Biotopen von nationaler Bedeutung in der Schweiz. Blau: Flachmoore; gelb: Hochmoore; rot: Trockenwiesen und -weiden; grün: Auen.

Im Jahr 2011 startete das Bundesamt für Umwelt in Zusammenarbeit mit der Eidgenössischen Forschungsanstalt für Wald, Schnee und Landschaft (WSL) die Wirkungskontrolle Biotopschutz Schweiz (WBS). Zu den untersuchten Biotopen zählen die national bedeutenden Hoch- und Übergangsmoore, die Flachmoore, die Auengebiete, die Amphibienlaichgebiete und die Trockenwiesen und -weiden. Ziel der Kontrolluntersuchungen ist es festzustellen, in welchem Ausmass die getroffenen Schutzmassnahmen sich auf die Entwicklung der Schutzgebiete auswirken. Aufgrund der Ergebnissen können damit die Schutzmassnahmen verbessert oder im Falle mangelnder Wirkung abgebrochen und durch wirkungsvollere ersetzt werden.
Die auf mehrere Jahre angelegten Langzeituntersuchungen werden mittels Luftbilder und floristischer und faunistischer Erhebungen im Feld durchgeführt. Die erste Untersuchung wurde 2017 abgeschlossen. Die Zweiterhebung wurde 2023 abgeschlossen. Der Abschluss der Dritterhebung ist für das Jahr 2029 vorgesehen. Bei den Folgeerhebungen werden die ausgewiesenen Gebiete kontrolliert, neue Gebiete werden nicht ausgewiesen.
Die Ergebnisse zeigen, dass die Objekte 2017 im Durchschnitt mindestens eine Amphibienart verloren und dass die Bestände der beiden stark gefährdeten Arten Kreuzkröte und Geburtshelferkröte deutlich abnahmen. Immerhin hat sich die Abnahme in den letzten 15 Jahren verlangsamt oder konnte vereinzelt gestoppt werden. Insgesamt waren die Massnahmen wirksam. Bei der Zweiterhebung wurde kein weiterer Rückgang der mittleren Zahl an Amphibienarten, der Zahl der typischen Amphibienarten der temporären Gewässer und der Anzahl der gefährdeten Amphibienarten pro Objekt festgestellt. Allerdings war insbesondere bei den Arten Geburtshelferkröte und Gelbbauchunke ein grosser Teil der geschützten Objekte weiterhin unbesiedelt.

## Ergebnisse und Folgen
Das BAFU stellte 2021 dank seines Monitorings fest, dass in den letzten 10 Jahren aus jedem IANB-Objekt im Schnitt eine stark gefährdete Amphibienart verschwand. Demnach bestehe ein Defizit in der Umsetzung vor Ort, schliesst das BAFU.

## Liste der Amphibienlaichgebiete von nationaler Bedeutung
| Kanton                 | Link zur kantonalen Liste der Hoch- und Übergangsmoore von nationaler Bedeutung |
| ---------------------- | ------------------------------------------------------------------------------- |
| Aargau                 | Amphibienlaichgebiete von nationaler Bedeutung im Kanton Aargau                 |
| Appenzell Ausserrhoden | Amphibienlaichgebiete von nationaler Bedeutung im Kanton Appenzell Ausserrhoden |
| Appenzell Innerrhoden  | keine Objekte ausgewiesen                                                       |
| Basel-Landschaft       | Amphibienlaichgebiete von nationaler Bedeutung im Kanton Basel-Landschaft       |
| Basel-Stadt            | Amphibienlaichgebiete von nationaler Bedeutung im Kanton Basel-Stadt            |
| Bern                   | Amphibienlaichgebiete von nationaler Bedeutung im Kanton Bern                   |
| Freiburg               | Amphibienlaichgebiete von nationaler Bedeutung im Kanton Freiburg               |
| Genf                   | Amphibienlaichgebiete von nationaler Bedeutung im Kanton Genf                   |
| Glarus                 | Amphibienlaichgebiete von nationaler Bedeutung im Kanton Glarus                 |
| Graubünden             | Amphibienlaichgebiete von nationaler Bedeutung im Kanton Graubünden             |
| Jura                   | Amphibienlaichgebiete von nationaler Bedeutung im Kanton Jura                   |
| Luzern                 | Amphibienlaichgebiete von nationaler Bedeutung im Kanton Luzern                 |
| Neuenburg              | Amphibienlaichgebiete von nationaler Bedeutung im Kanton Neuenburg              |
| Nidwalden              | Amphibienlaichgebiete von nationaler Bedeutung im Kanton Nidwalden              |
| Obwalden               | Amphibienlaichgebiete von nationaler Bedeutung im Kanton Obwalden               |
| Schaffhausen           | Amphibienlaichgebiete von nationaler Bedeutung im Kanton Schaffhausen           |
| Schwyz                 | Amphibienlaichgebiete von nationaler Bedeutung im Kanton Schwyz                 |
| Solothurn              | Amphibienlaichgebiete von nationaler Bedeutung im Kanton Solothurn              |
| St. Gallen             | Amphibienlaichgebiete von nationaler Bedeutung im Kanton St. Gallen             |
| Tessin                 | Amphibienlaichgebiete von nationaler Bedeutung im Kanton Tessin                 |
| Thurgau                | Amphibienlaichgebiete von nationaler Bedeutung im Kanton Thurgau                |
| Uri                    | Amphibienlaichgebiete von nationaler Bedeutung im Kanton Uri                    |
| Waadt                  | Amphibienlaichgebiete von nationaler Bedeutung im Kanton Waadt                  |
| Wallis                 | Amphibienlaichgebiete von nationaler Bedeutung im Kanton Wallis                 |
| Zug                    | Amphibienlaichgebiete von nationaler Bedeutung im Kanton Zug                    |
| Zürich                 | Amphibienlaichgebiete von nationaler Bedeutung im Kanton Zürich                 |

## Übersicht über die Instrumente der Schweiz im Bereich des Natur- und Landschaftsschutzes
Seit der Schaffung der RAMSAR-Gebiete aufgrund der so genannten RAMSAR-Konvention im Jahr 1971 sind weitere Massnahmen beschlossen und weitere Gebiete unter Schutz gestellt worden. Die folgende Tabelle stellt die Instrumente dar, mit denen die Schweiz Schutz- und Schongebiete national und international bezeichnet und kommuniziert. Ausser den Gebieten, die in verschiedenen Bundesinventaren gebündelt sind, enthält die folgende Liste den einzigen Nationalpark in der Schweiz sowie die RAMSAR- und Smaragd-Gebiete.
| Code | Bezeichnung                                                                                   | Gesetzliche Grundlage |
| --- | --------------------------------------------------------------------------------------------- | --- |
| CH01 | Schweizerischer Nationalpark                                                                  | Bundesgesetz über den Schweizerischen Nationalpark im Kanton Graubünden (Nationalparkgesetz, 19.12.1980)                                             |
| CH02 | Bundesinventar der Hoch- und Übergangsmoore von nationaler Bedeutung                          | Verordnung über den Schutz der Hoch- und Übergangsmoore von nationaler Bedeutung (21.01.1991)                                                        |
| CH03 | Bundesinventar der Auengebiete von nationaler Bedeutung                                       | Verördnung über den Schutz der Auengebiete von nationaler Bedeutung (28.10.1992)                                                                     |
| CH04 | Bundesinventar der Flachmoore von nationaler Bedeutung                                        | Verordnung über den Schutz der Flachmoore von nationaler Bedeutung                                                                                   |
| CH05 | Bundesinventar der Amphibienlaichgebiete von nationaler Bedeutung                             | Verordnung über den Schutz der Amphibienlaichgebiete von nationaler Bedeutung (15.06.2001)                                                           |
| CH06 | Bundesinventar der Trockenwiesen und -weiden von nationaler Bedeutung                         | Verordnung über den Schutz der Trockenwiesen und -weiden von nationaler Bedeutung (13.01.2010)                                                       |
| CH09 | Bundesinventar der Wasser- und Zugvogelreservate von internationaler und nationaler Bedeutung | Verordnung über die Wasser- und Zugvogelreservate von internationaler und nationaler Bedeutung                                                       |
| CH10 | Bundesinventar der eidgenössischen Jagdbanngebiete                                            | Verordnung über die eidgenössischen Jagdbanngebiete (30.09.1991)                                                                                     |
| CH13 | RAMSAR-Gebiete                                                                                | Übereinkommen über Feuchtgebiete von internationaler Bedeutung (RAMSAR-Konvention, 02.02.1971)                                                       |
| CH14 | Smaragd-Gebiete                                                                               | Übereinkommen über die Erhaltung der europäischen wildlebenden Pflanzen und Tiere und ihrer natürlichen Lebensräume (Berner Konvention, 19.09. 1979) |
| Quelle: Legal or equivalent instrumentes used by countries for de designation of protected and conserved areas der European Environment Agency |                                                                                               | |

## Belege
1. ↑  Designation type: Bundesinventar der Amphibienlaichgebiete von nationaler Bedeutung. European Environment Agency, abgerufen am 10. November 2022.
2. ↑  CDDA-Datenbank
3. ↑  Benedikt R. Schmidt, Murielle Mermod, Silvia Zumbach, Emmanuel Rey, Oliver Dosch: Rote Liste der Amphibien. Gefährdete Arten der Schweiz. Herausgeber: Bundesamt für Umwelt (BAFU), 2023. online und download bei www.infofauna.ch.
4. ↑  Amphibienlaichgebiete nationaler Bedeutung IANB. In: info fauna - Koordinationsstelle für Amphibien- & Reptilienschutz in der Schweiz (karch). Archiviert vom Original (nicht mehr online verfügbar) am 28. November 2021; abgerufen am 25. September 2022.  Info: Der Archivlink wurde automatisch eingesetzt und noch nicht geprüft. Bitte prüfe Original- und Archivlink gemäß Anleitung und entferne dann diesen Hinweis.
5. ↑  Bundesinventar der Amphibienlaichgebiete von nationaler Bedeutung - Ortsfeste Objekte, Bundesinventar der Amphibienlaichgebiete von nationaler Bedeutung - Wanderobjekte. Datensätze bei opendata.swiss. Zuletzt aktualisiert: 1. November 2017.
6. ↑  Amphibienlaichgebiete. In: Bundesamt für Umwelt (BAFU). 15. Juni 2022, abgerufen am 25. September 2022.
7. ↑  Andreas Minder: Vom strengen Reservat zum flexiblen Netz. Wie sich das Verständnis von Natur- und Landschaftsschutz gewandelt hat. In: Schweizer Alpen-Club (SAC). SAC, Oktober 2018, abgerufen am 27. Februar 2023.
8. ↑  Gaby Volkart, Christian Hedinger, Leslie Bonnard, Lea Bauer, Regina Jöhl, Martin Urech, Ursina Tobler: Biotope von nationaler Bedeutung. Die fünf Biotopinventare Hoch- und Flachmoore, Auen, Amphibienlaichgebiete und Trockenwiesen/-weiden im Überblick. Herausgegeben vom Bundesamt für Umwelt (BAFU), 2024.
9. 1 2  Ariel Bergamini, Christian Ginzler, Benedikt R. Schmidt, Steffen Boch, Klaus T. Ecker, Noémie A. Pichon, Angéline Bedolla, Achilleas Psomas, Tobias Moser, Oliver Dosch, Rolf Holderegger (2025): Resultate der Wirkungskontrolle Biotopschutz Schweiz – Kurzfassung – Stand 2025. BAFU, Bern. 20 Seiten.
10. ↑  Wirkungskontrolle Biotopschutz Schweiz WBS. In: Eidgenössisches Forschungsanstalt für Wald, Schnee und Landschaft. Abgerufen am 8. April 2023 (deutsch, französisch, italienisch, englisch).
11. ↑  Amphibienlaichgebiete. In: Bundesamt für Umwelt (BAFU). Bundesamt für Umwelt (BAFU), 15. Juni 2022, abgerufen am 20. November 2022.